# Joachim Lelewel
Joachim Lelewel (n. 22 martie 1786, Varșovia, Polonia-Lituania – d. 29 mai 1861, Paris, Franța) a fost un istoric polonez, bibliograf, poliglot, activist social și politic, autor a numeroase cărți despre istoria politică a Poloniei și Lituaniei. 

## Biografie
Între anii 1804-1808 și-a făcut studiile la Universitatea din Vilnius. După patru ani de studii, în anii 1809—1811 activeză ca profesor la Liceul Kremeneț. În 1815-1818 și 1821-1824, a activat la catedra de istorie de la Universitatea Vilnius. 
Prelegerile sale l-au influențat semnificativ pe Adam Mickiewicz. Împreună cu Michał Baliński a fondat revista Tygodnik Wileński (1818).
În 1824 a fost înlăturat de la catedra de istorie de la Vilnius de către autoritățile țariste. În 1828 el a fost ales deputat al Seimului Regatului Poloniei. Ca participant activ la Revolta din Noiembrie (1830-1831) a trebuit sa părăsească Polonia emigrând în Franța.
După aceea a trăit în exil la Bruxelles. În 1837, a prezentat ideea formării „Asociației poloneze de emigrare” (Zjednoczenie Emigracji Polskiej), aspirând la unificarea politică a imigranților polonezi. În 1847 a fost ales vicepreședinte al unei Societății Democratice Internaționale, cedându-i această funcție lui Karl Marx in anul următor. Lelewel a elaborat o teorie a așa-zisei gminowładztwo slave (autoguvernare comunală), în care polonezii erau văzuți ca având o predilecție naturală pentru democrație, întreaga lor istorie fiind interpretată ca o luptă pentru libertate. Lucrarea sa, Dzieje Polski potocznym sposobem opowiedziane (Istoria Poloniei pe înțelesul tuturor, 1829) a devenit o adevărată biblie pentru miile de revoluționari și emigranți din generația autorului.  
Teoriile lui Lelewel s-au dovedit a fi deosebit de atrăgătoare pentru contemporanii lui, fiind nevoie de două revolte dezastruoase (în 1830 și în 1863) pentru ca istoricii polonezi să renunțe la ele.
A murit la Paris și a fost înmormântat la cimitirul Montmartre. În 1932, peste mormânt a fost ridicat monumentul acestuia sculptat de Bolesław Bałzukiewicz. 
Una dintre străzile din centrul orașului Vilnius precum și o stradă din Grodno poartă numele lui Joachim Lelewel.  

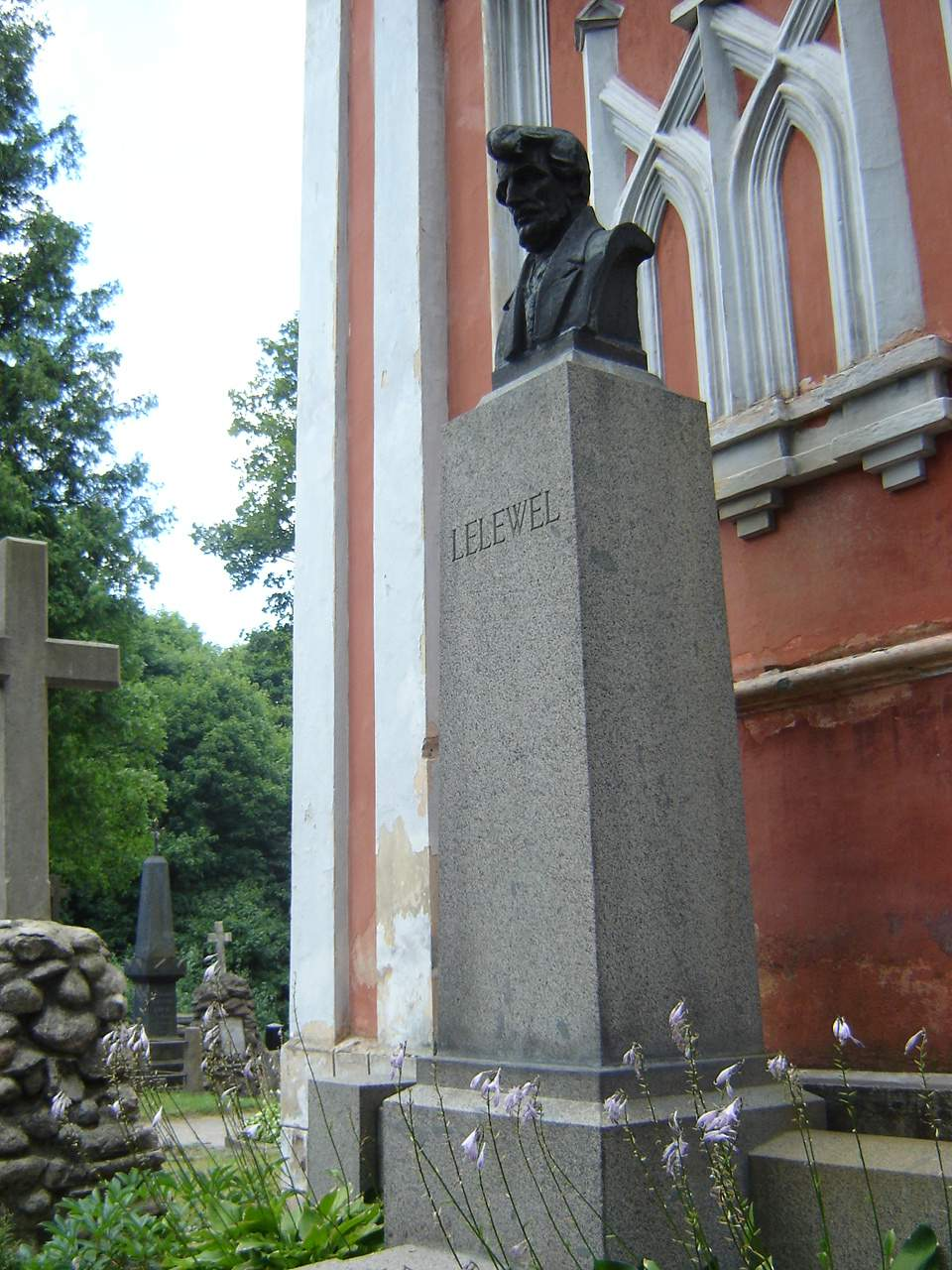
Monumentul funerar al lui Joachim Lelewel la cimitirul Rossie din Vilnius

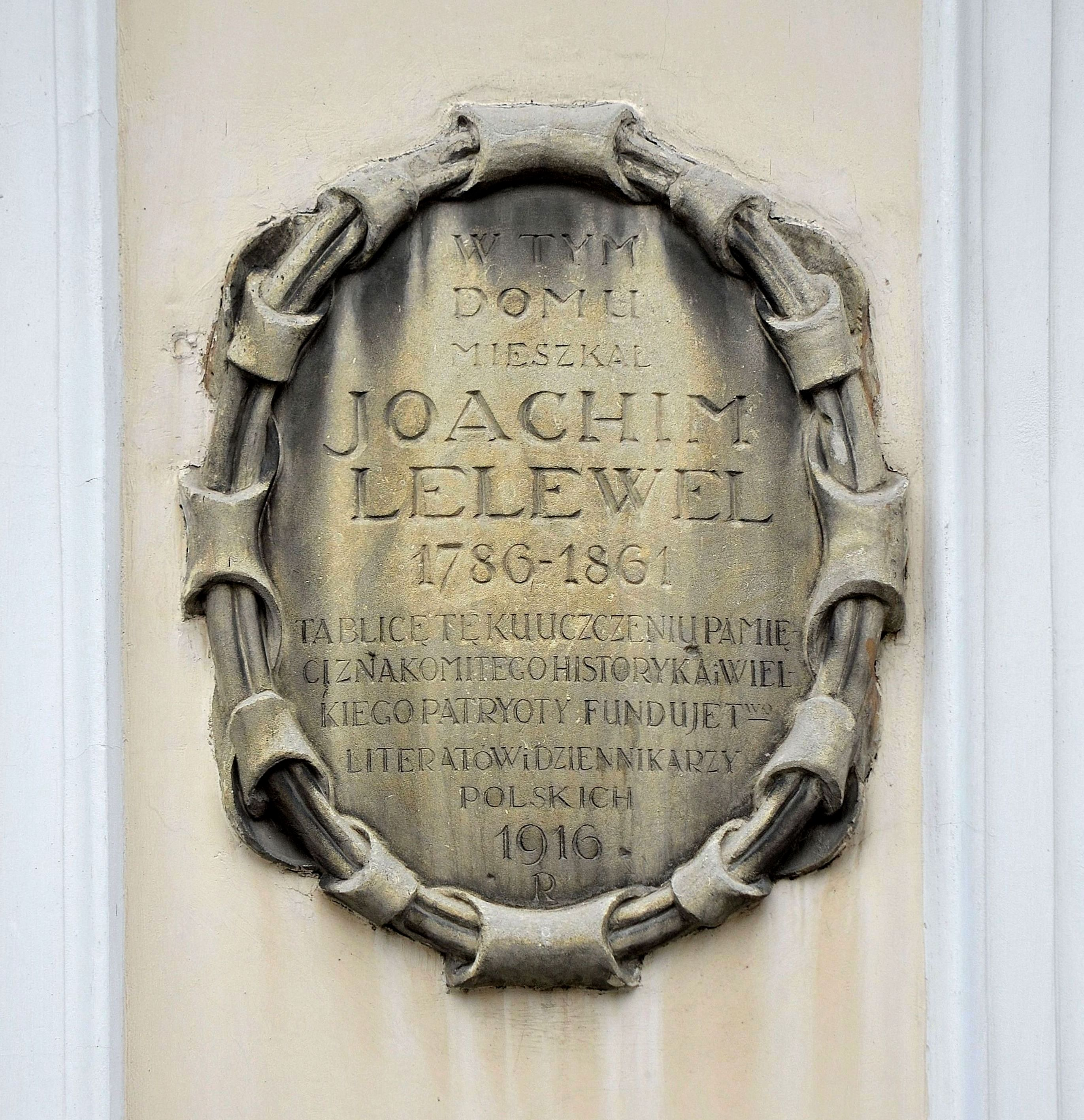
Placă memorială în cinstea lui Joachim Lelewel pe strada Długa 4 din Varșovia

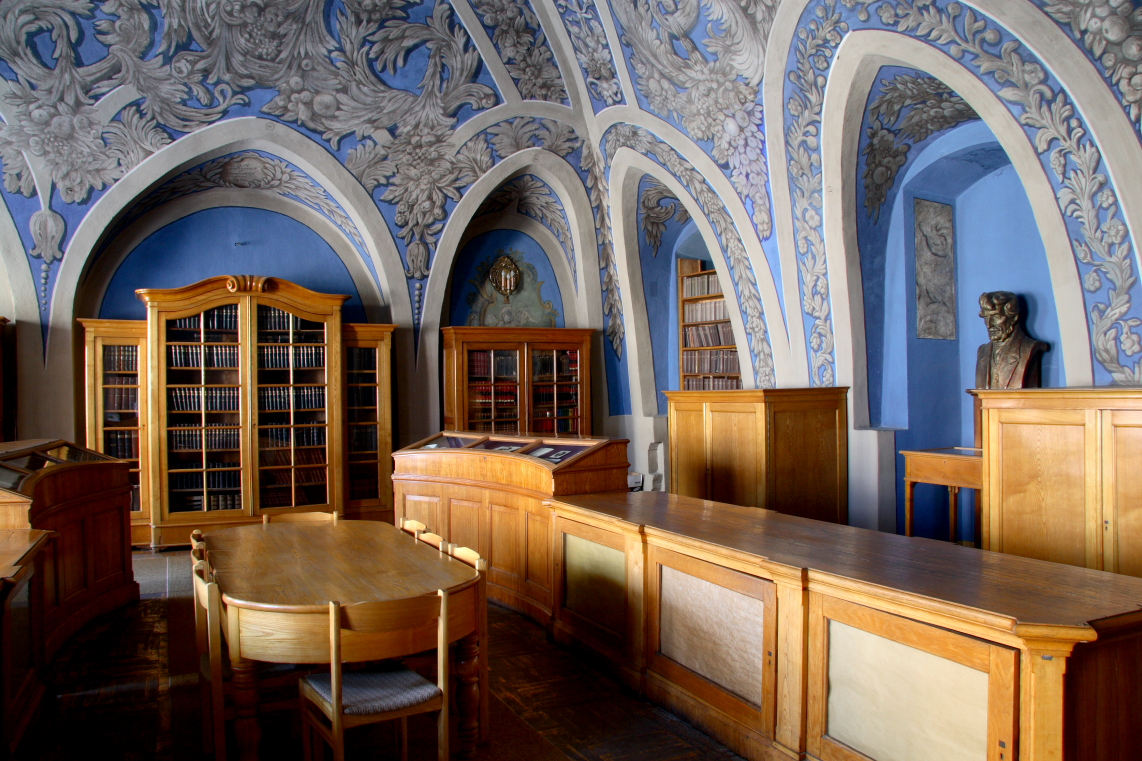
Sala Lelewel din cadrul Bibliotecii Universității din Vilnius

## Opere literare
- Edda czyli Księga religii dawnych Skandynawii mięszkańców Arhivat în 1 octombrie 2011, la Wayback Machine. (1807)
- Rzut oka na dawnosc litewskich narodow i związki ich z Herulami Arhivat în 1 octombrie 2011, la Wayback Machine. (1808)
- Uwagi nad Mateuszem herbu Cholewa polskim XII wieku dzieiopisem, a w sczególności nad pierwszą dzieiów iego xięgą[nefuncțională]
 (1811)
- Historyka tudzież o łatwem i pozytecznem nauczaniu historyi Arhivat în 21 ianuarie 2012, la Wayback Machine. (1815)
- Joachima Lelewela badania starożytności we względzie geografji : część naukowa (1818)
- Dodatek do Teodora Wagi Historyi książąt i królów polskich : panowanie Stanislawa Augusta Arhivat în 1 octombrie 2011, la Wayback Machine. (1819)
- Joachima Lelewela bibljograficznych ksiąg dwoje Tom 1 Arhivat în 1 octombrie 2011, la Wayback Machine. (1823) Tom 2 Arhivat în 1 octombrie 2011, la Wayback Machine. (1826)
- Edda : to jest Księga religii dawnych Skandynawii mieszkańców Arhivat în 1 octombrie 2011, la Wayback Machine. (1828)
- Dzieje bibliotek do Dziennika Warszawskiego (1828)
- Dzieje Polski Joachim Lelewel potocznym sposobem opowiedział, do nich dwanaście krajobrazów skreślił (1829)
- Początkowe prawodawstwa polskie cywilne i kryminalne do czasów jagiellońskich Arhivat în 1 octombrie 2011, la Wayback Machine. (1829)
- Essai historique sur la législation polonaise civile et criminelle, jusqu’au temps des Jagellons, depuis 730 jusqu’en 1403. Paris, 1830.
- Panowanie króla polskiego Stanisława Augusta Poniatowskiego : obejmującé trzydziestoletnie usilności narodu podźwignienia się, ocalénia bytu i niepodległości Arhivat în 21 ianuarie 2012, la Wayback Machine. (1831)
- Numismatique du Moyen-âge, considérée sous le rapport du type. Paris, 1835.
- Polska odradzająca się czyli dzieje polskie od roku 1795 potocznie opowiedziane Arhivat în 1 octombrie 2011, la Wayback Machine. (1836)
- Joachima Lelewela porównanie dwu powstań narodu polskiego 1794 i 1830-1831 Arhivat în 1 octombrie 2011, la Wayback Machine. (1840)
- Études numismatiques et archéologiques. Bruxelles, 1841.
- Gilbert de Lannoy i jego podróże Arhivat în 1 octombrie 2011, la Wayback Machine. (1844)
- Histoire de Pologne Tom 1 Arhivat în 17 septembrie 2011, la Wayback Machine. (1844) Tom 2 Arhivat în 21 ianuarie 2012, la Wayback Machine. (1844) Atlas  Arhivat în 17 septembrie 2011, la Wayback Machine. (1844)
- Dzieje Litwy i Rusi aż do unii z Polską w Lublinie 1569 zawartej (1844)
- La Pologne au moyen âge. 3 vol. Poznań, 1846.
- Stracone obywatelstwo stanu kmiecego w Polsce Arhivat în 1 octombrie 2011, la Wayback Machine. (1846)
- Polska wieków średnich czyli Joachima Lelewela w dziejach narodowych polskich postrzeżenia Tom wstępny (1853)  Tom 1 (1855) Tom 2 (1847) Tom 3 (1851) Tom 4 (1851)
- Géographie du moyen âge Tome I Arhivat în 4 martie 2016, la Wayback Machine. (1852) Tome II Arhivat în 4 martie 2016, la Wayback Machine. (1852) Tomes III et IV Arhivat în 18 septembrie 2016, la Wayback Machine. (1852) épilogue Arhivat în 4 martie 2016, la Wayback Machine. (1852)
- Géographie des Arabes. Paris, 1851.
- Cześć bałwochwalcza Sławian i Polski (1857)
- Lotniki piśmiennictwa tułaczki polskiej Arhivat în 1 octombrie 2011, la Wayback Machine. (1859)
- Geografja. Opisanie krajów polskich (1859)
- O monetach błaznów i niewiniątek z powodu dzieła Rigollota kilka słów Joachima Lelewela Arhivat în 21 ianuarie 2012, la Wayback Machine. (1860)
- Trzy konstytucje polskie. 1791, 1807, 1815. Poznań, 1861.
- Histoire de la Lithuanie et de la Ruthénie jusqu'a leur union définitive avec la Pologne conclue a Lublin en 1569 (1861)
- Nauki dające poznać zrzódła historyczne (1863)
- Historya Polska do końca panowania Stefana Batorego : dzieło pośmiertne Arhivat în 16 septembrie 2011, la Wayback Machine. (1863)
- Dzieje bibliotek (1868)
- Pamiętnik z roku 1830-31 (1924)